# UFC 30
UFC 30: Battle on the Boardwalk fue un evento de artes marciales mixtas celebrado por Ultimate Fighting Championship el 23 de febrero de 2001 en el Trump Taj Mahal, en Atlantic City, Nueva Jersey, Estados Unidos.

## Historia
UFC 30 marcó un punto de inflexión para la UFC, ya que fue el primer evento de UFC en manos de los nuevos propietarios de Zuffa LLC. Encabezada por los propietarios del grupo Station Casinos Frank y Lorenzo Fertitta, y gestionada por Dana White, Zuffa compró la UFC en enero de 2001 a los antiguos propietarios de SEG, que estaban al borde de la quiebra.

## Resultados

### Tarjeta preliminar
- Peso ligero: Sean Sherk vs. Tiki Ghosn

Sherk derrotó a Ghosn vía sumisión verbal (hombro dislocado) en el 4:47 de la 2ª ronda.
- Peso medio: Phil Baroni vs. Curtis Stout

Baroni derrotó a Stout vía decisión unánime.

### Tarjeta principal
- Peso pesado: Bobby Hoffman vs. Mark Robinson

Hoffman derrotó a Robinson vía KO (codazo) en el 3:27 de la 1ª ronda. Hoffman dio positivo por sustancias prohibidas después de la pelea y finalmente la pelea fue declarada como 'Sin resultado'.
- Peso pesado: Pedro Rizzo vs. Josh Barnett

Rizzo derrotó a Barnett vía KO (golpes) en el 4:19 de la 2ª ronda.
- Peso semipesado: Elvis Sinosic vs. Jeremy Horn

Sinosic derrotó a Horn vía sumisión (triangle armbar) en el 2:59 de la 1ª ronda.
- Peso ligero: Fabiano Iha vs. Phil Johns

Iha derrotó a Johns vía sumisión (armbar) en el 1:38 de la 1ª ronda.
- Campeonato de Peso Ligero: Jens Pulver vs. Caol Uno

Pulver derrotó a Uno vía decisión mayoritaria.
- Campeonato de Peso Semipesado: Tito Ortiz (c) vs. Evan Tanner

Ortiz derrotó a Tanner vía KO (slam) en el 0:30 de la 1ª ronda.